# Багулали
Багулали (рус. Багулалы, енгл. Bagulals) народ су који живи у сјеверним државама, а највећи број њих тренутно живи у Севернокавкаском федералном округу, у републици Дагестан, која је иначе највећа руска република на сјеверном Кавказу.

## Подручје и језик
Језик Багулала припада андијској подгрупи, сјеверозападне (аваро-андо-дидијске) групе дагестанских језика. Граматички, багулалски језик је сличан чамалинском и тиндијском, језицима који такође припадају андијској подгрупи језика. Постоји велика сличност посебно са тиндијским и једно време се чак сматрало да су различити дијалекти истог језика. Вокабулар багулалског језика је добро очуван упркос многобројним позајмицама из арапског, турског и аварског језика. Од Другог свјетског рата, позајмљивање неологизама од руског, преко аварског језика, постало је уобичајено. Багулали немају писани језик, па уместо њега користе аварски као писани језик. Аварски је широко распрострањен у Дагестану, па се тако користи и међу багулалским селима. О багулалском језику је урађено врло мало истраживања. Прво се помиње у радовима Р. Екерта и А. Дира у 19. вијеку. Од совјетских лингвиста, З. Магомедбекова је спровела нека истраживања багулалског језика.
Багулали живе у неприступачним малим селима на десној обали реке Андијски Којсу и околним брдима, на сјеверозападном делу планинског подручја Дагестан. Постоји све заједно шест насеља, од којих су четири смјештена у Цумандинском и два у Ахвахском округу Дагестана. Села се зову Кванада, Тлондода, Хуштада, Гимерсо (Гиемеси), Тлиси (Љиси) и Тлибишо. У сваком багулалском селу постоји посебан говор. Дијалекти су добили назив по селима: Кванада-Гимерсо, Тлондода-Хуштада и Тлиси-Тлибишо. Територија Багулала граничи се на сјеверу са Андијцима, на североистоку са Каратинцима, на истоку са Ахвахцима, на југоистоку и југу са Тиндинцима, на југозападу са Чамалалима и на северозападу са Годоберинцима.

## Становништво
Слично као и други Андо-Дидијски народи, Багулали су се у Совјетском Савезу сматрали као посебан народ само 1926. године. Подаци за 1958. и 1967. годину су познати из академских студија. Антрополошки Багулали припадају кавкаском типу балканско-кавкаске расе, који карактерише релативно тамна пигментација, масивно широко лице и округла глава и велики раст. Багулали такође показују неке карактеристике каспијског типа народа.

## Религија
Багулали су сви Муслимани (сунити). Ислам се почео ширити у планинском делу Дагестана након арапских инвазија у 8. вијеку. Период од 9. до 14. вијека био је вријеме непрекидне борбе између двије супарничке религије: ислама, чије је средиште било у исламизованом дијелу Закарпатске области и који се ширио се на сјевер, и хришћанства, које се ширило из Грузије на исток. Након распада Грузије, ислам је превладао и до 16. вијека је проширио се на на Аварију, укључујући и Багулале.

## Етнологија
Багулали и Авари потичу из племена Прото-Авара. Њихова интелектуална и материјална култура је слична. Они се разликују само по детаљима (нпр. одјећи). Исто важи и за историју. Већ вијековима странци су показали интересовање за територију Багулала, међутим, није било директних инвазија због неприступачних околних планина. У 16. - 18. вијека Багулалска села су номинално зависила од Авара. У 17. вијеку формирана је независна политичка јединица, „слободна заједница”. Током 17. и 18. вијека дошло је до сукоба са суседним племенима, око посједовања одређених површина на којима су били пашњаци. Константна свађа и опасност од рата довели су до оснивања војне организације Кјоки-Аби (Заједница ратника). У тој заједници су узели учешће, сви мушкарци без породица од 18 до 40 година, у прољећним борбеним вјежбама.

## Економија
Карактеристике багулалске економије су зависиле од животне средине. Захваљујући постојању добрих планинских пашњака, Багулали су се концентрисали на развој сезонског сточарства. Услови су били нарочито повољни за овце и козе. Због недостатка пољопривредног земљишта и лоше опреме пољопривреда није била добро развијена. Коришћен је само облик узгоја тераса. Главни усеви били су пшеница, раж, лан, касније и кромпир и друго поврће. Села у долини реке Андијски Којсу имале су боље услове за обарађивање, а чак су и упсјевали неки воћњаци.
Примарна јединица багулалског друштва била је заједница. Вјерски начелник заједнице био је муслимански клерик, кади, који је кандидовао Авар Чан. Између осталог, његов задатак је био да изврши правду према муслиманском шеријатском правилилу. Са анексијом ових простора Русији почетком 19. вијека, Дагестан је постао руска колонија. Крајем 19. вијека и почетком 20. вијека, основни принципи капиталистичке индустрије и економских односа почели су да се шире кроз заједницу Багулала, а маркетинг је постао важан. Више радикалних промена догодило се након успостављања совјетске власти и консолидације њеног апарата владе и администрације почетком тридесетих година. Циљ нове власти је била брза колективизација. Ово је постигнуто физичком снагом и уништавањем противника. Један од резултата овакве политике био је ликвидација свих националистичких и активнијих Багулала. Колективизација је потпуно уништила ранији друштвени поредак и начин живота.

### Школство
Други значајан утицај Совјета огледао се у консолидацији власти, а посебно се огледала у културној револуцији и ширењу совјетског школског система. Будући да се сматрало да Багулали немају будућност као народ, совјетске власти нису обраћале пажњу на стварање писаног језика и школског програма базираног на њиховом матерњем језику. Уместо тога, преузет је школски програм Авара и било је присутно наметање аварског и руског језика. Совјети су наметали и промјене у начину размишљања Багулала, чији су резултати постали очигледни тек након Другог свјетског рата. Међу млађом генерацијом постоји тенденција која фаворизује совјетске обичаје. 
Органска веза између националне традиције је нестала и одржавана је једноставно из навике. Постојале су још веће промјене у материјалној култури на коју је снажно утицало совјетски облик европске урбане културе. Ово превладава у одјећи, кућној опреми, намештају, храни и архитектури. Национална ношња више није у свакодневној употреби. Проблем језика је од великог значаја, пошто је матерњи језик Багулала једина важна карактеристика очувања националног идентитета. У данашњем багулалском друштву матерњи језик игра секундарну улогу, јер се говори само при домаћинствима. Језик који се користи у јавности је аварски. Образовање на страном језику и стално слабљење националних традиција су два од разлога због којих багулалски изумире.